# Friuli

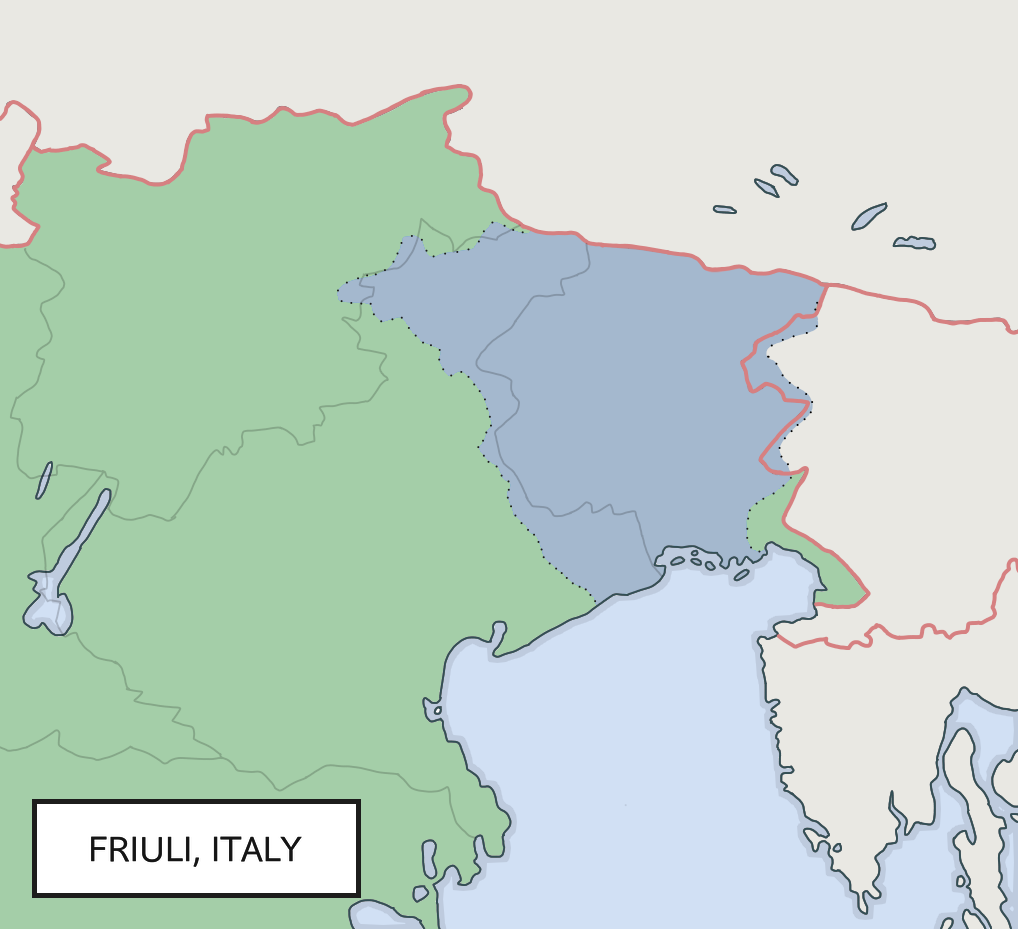
Locatie van de historische regio Friuli

Vlag van Friuli

Friuli (ook Frioul of Vriaul, Friulisch Friûl, Italiaans Friuli, Sloveens Furlanija) is een streek in Noordoost-Italië rond de stad Udine, gelegen tussen Venetië, de Alpen, Slovenië en de Adriatische Zee.  Tegenwoordig maakt deze streek het grootste deel uit van de regio Friuli-Venezia Giulia. De streek omvat de provincies Udine en Pordenone, naast delen van de provincie Gorizia.
De naam Friuli komt van het Latijnse Forum Julii, wat Forum van Julius betekent. De taal die er gesproken wordt, het Friulisch sluit nauw aan bij het Ladinisch.   In het oosten is er een Sloveense minderheid in Tarvisio (Trbiž), Malborghetto (Naborjet), Pontebba (Tablja), Gorizia (Gorica) en rond Udine (Videm).

## Geschiedenis
Friuli was lange tijd een Longobardisch hertogdom, dat in de 9e eeuw een grensmark van het Frankische Rijk werd.  Nadien kwam het gebied in handen van de patriarchaat Aquileja, tot het in 1420 door de republiek Venetië werd ingepalmd, hetgeen zo bleef tot 1794. Een klein deel in het oosten kwam via het graafschap Gorizia in handen van de huis Habsburg.
Bij de Vrede van Campo Formio in 1797 werd het hele gebied Oostenrijks. Binnen het keizerrijk Oostenrijk werd het onderdeel van het koninkrijk Lombardije-Venetië. Het westen kwam in 1866 bij Italië, het oosten, toen in meerderheid nog Sloveens, werd in 1919 Italiaans.